# Palestina v osmanském období

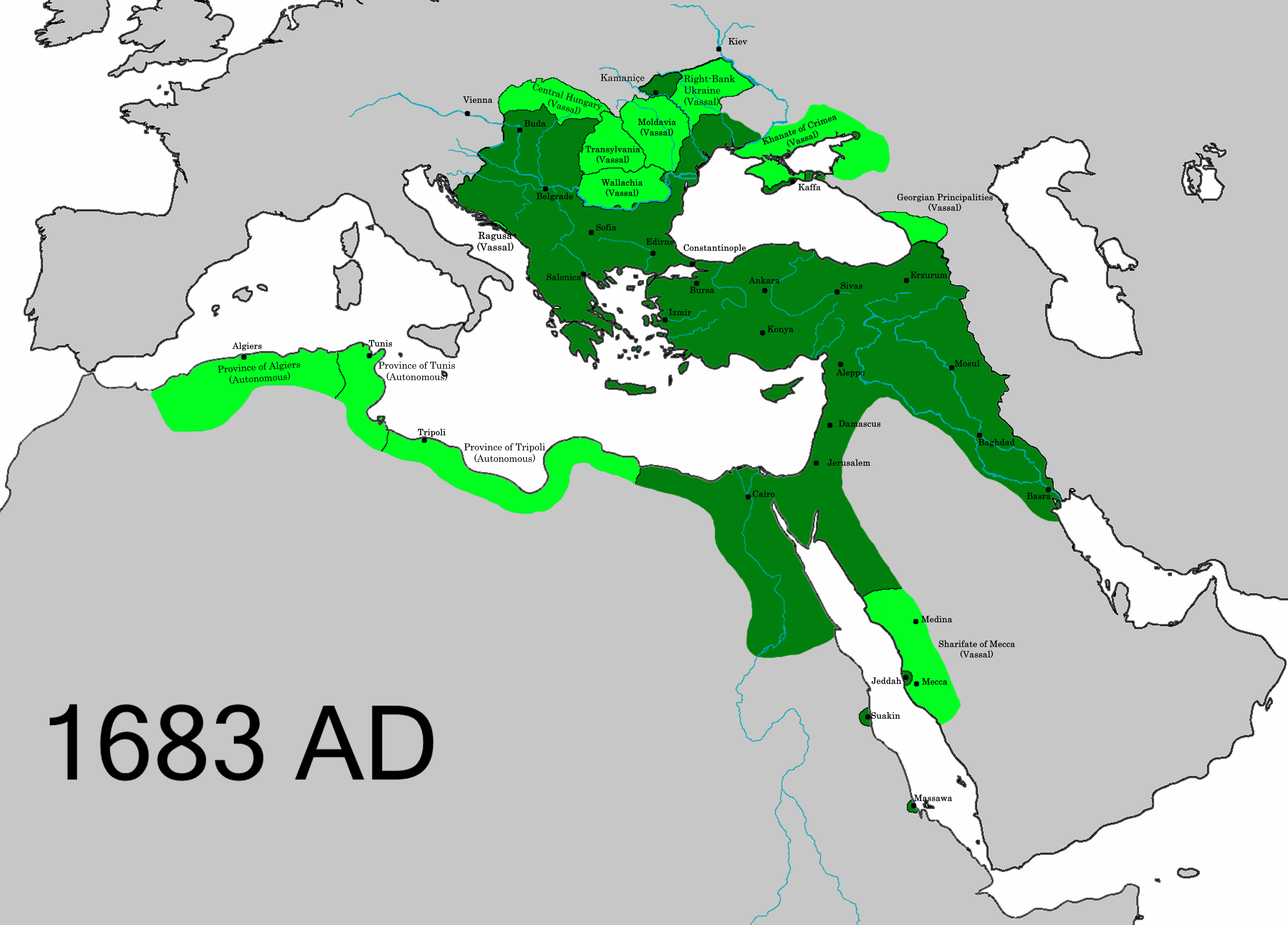
Rozsah území Osmanské říše k roku 1683

Osmanská Palestina je pojem označující historické území Palestiny pod nadvládou Osmanské říše v období let 1516–1918. Území bylo v této době administrativně rozděleno do různých ejáletů, proto jej nelze brát jako jednotný stát. Palestina byla zároveň chápána jako část většího celku Osmanské Sýrie.
V průběhu let Osmané čelili řadě povstání, které vedly k víceméně autonomní vládě lokálních vládců a jejich rodů. Osmané se sice snažili o centrální správu provincií, ale ne ve všech obdobích se jim toto dařilo. V dobách, kdy vláda Vysoké porty ztrácela na síle, se ambiciózní představitelé lokálních arabských rodů chopili příležitosti a výboji vytvářeli širší autonomní celky. Mezi nimi byl v 18. století význačným vládcem Daher el-Omar. 
V roce 1830 bylo celé území Palestiny sjednoceno v Sidónském ejáletu, který krátce poté dobyl egyptský válí Muhammad Alí Paša, respektive jeho syn Ibrahím Paša. Odpor palestinských elit, venkovanů a beduínů proti egyptské nadvládě poprvé v moderních dějinách sjednotil všechny obyvatele Palestiny. Muhammad Alí Paša byl za pomoci britského vojska v roce 1841 poražen a území Levanty se vrátilo Osmanské říši. Ta následně provedla řadu správních reforem (známých jako tanzimat) s cílem modernizovat říši. Po první světové válce se ovšem Osmanská říše rozpadla a z Palestiny se stalo britské mandátní území. 

## Palestina v16.století

### Nástup Osmanů
Do roku 1485 osmanští Turci ovládali pouze Anatolii a Balkán. Postupně se jim zhoršili vztahy s Mamlúckým sultanátem, který ovládal Egypt, Hidžáz a Levantu, a začal souboj o ovládnutí muslimské západní Asie. V roce 1485, za vlády sultána Bájezída II., vypukla první osmansko-mamlúcká válka, která skončila smírem bez větších územních změn, ale prokázala sílu Osmanů. Za vlády sultána Selima I. vypukla v roce 1516 druhá osmansko-mamlúcká válka. Osmané v ní porazili Mamlúky a z jejich sultanátu se stal vazalský Egyptský ejálet. Celkově se významně rozrostla Osmanská říše, která nově zahrnovala mimo jiného i Levantu, ve které se nachází Palestina. O jejím připojení bylo rozhodnuto v srpnu 1516 v bitvě u Mardž Dábik (blízko Aleppa).

### Administrativní členění v16.století

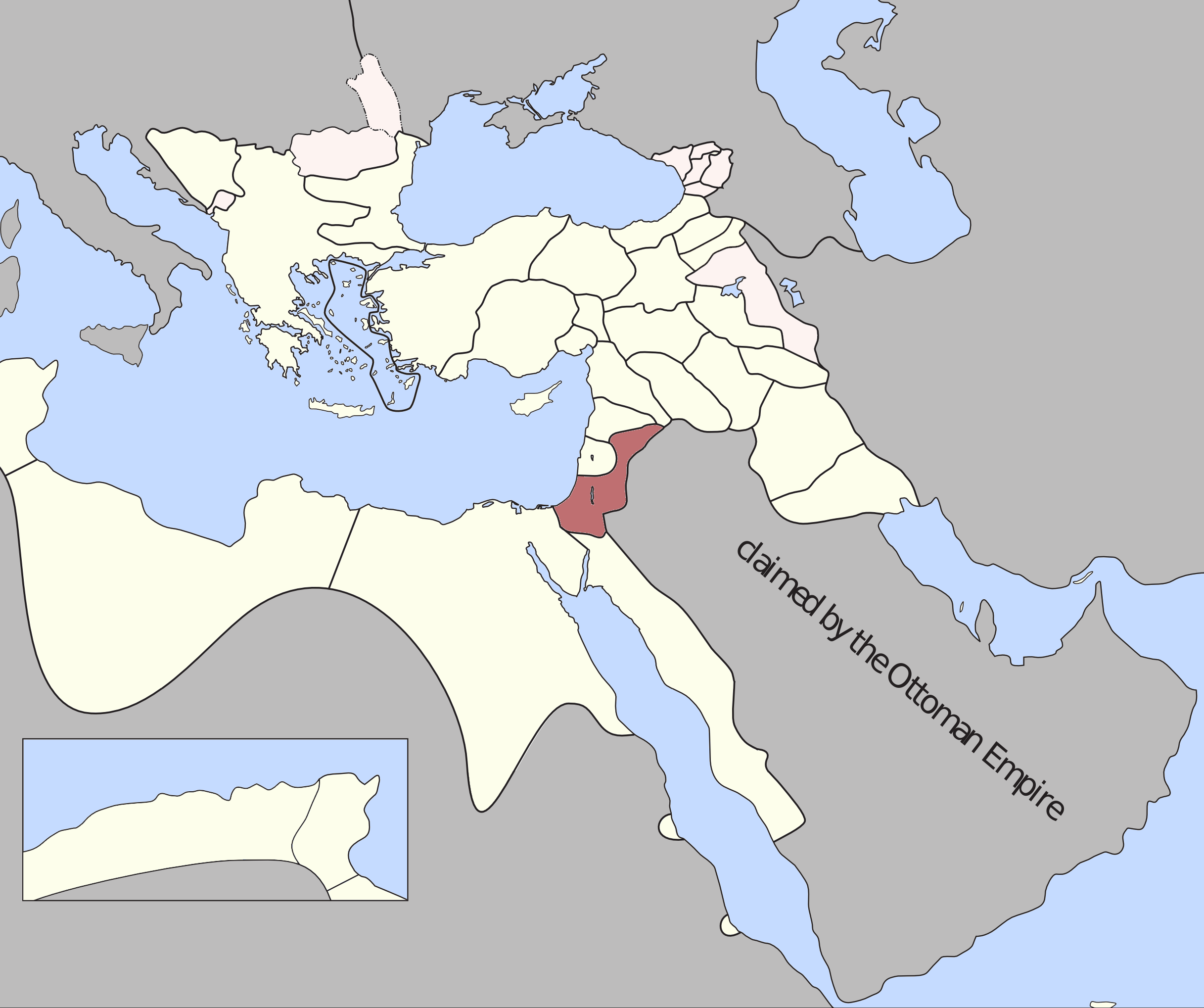
Mapa s vyznačeným Damašským ejáletem

Osmané v Palestině převzali mamlúcký administrativní a politický systém. Palestina byla administrativně součástí regionu Velké Sýrie, který se stal ejáletem řízeným z Damašku. Administrativně se Palestina v první polovině 16. století dělila na pět sandžaků (Safed, Náblus, Jeruzalém, Ladžún a Gaza). Sandžaky se dále členily na nahije.
Po většinu 16. století Osmané spravovali Damašský ejálet centrálně se silným vlivem ústřední vlády, tzv. Vysoké porty. Ve svém systému vlády výměnou za placení daní poskytovali vnitřní bezpečnost a regulaci obchodu, náboženství a sociální vybavenosti. V Palestině v té době dle odhadů žilo 200 tisíc lidí, a to zejména venkovským způsobem života (tzv. feláhové). Největšími městy byla Gaza, Safed a Jeruzalém (každé s pěti až šesti tisíci obyvateli).
Co do otázky vlastnictví byl osmanský administrativní systém postaven na principech lén (timar) a fondů (vakf). Léno na půdu uděloval sultán správcům a různým hodnostářům. Právo vybírat daně takto například získali timarští sipáhíové. Výnosy vakfu byly určeny na náboženské účely.
Po dobytí osmanskými Turky se název „Palestina“ z oficiálního označení administrativní jednotky vytratil. V neoficiálním i polooficiálním užití však zůstal nadále populární. Dochovalo se mnoho záznamů z 16. a 17. století, které dokazují živost tohoto názvu. V 19. století Osmané dokonce užívali pojem Ardh-u Filistin (Země Palestiny) v oficiální korespondenci, vždy jej však chápali spíše jako nepřesně vymezený pojem a vůbec ne jako administrativně vymezené teritorium. Osmané měli totiž ve zvyku pojmenovávat provincie podle jejich hlavních středisek, v tomto případě podle Damašku (arabsky Dimašk aš-Šám). Místní guvernéry jmenovala centrální vláda v Konstantinopoli, které byly rovněž posílány roční příjmy.
Další územně administrativní změna proběhla v roce 1579. Nejen že vznikl nový vilájet Tripolis, ale došlo také k reorganizaci (nejen) palestinských sandžaků, resp. k vytvoření nového sandžaku Akko (Accra).

### Dynastické rody Palestiny
Na konci 16. století byla centrální osmanská vláda nad Palestinou oslabena sérií povstání v Anatolii. Větší volnost správy v provinciích říše umožnila vyrůst některým rodům. Takto rod al-Ridván dynasticky ovládl sandžak Gaza, Farrúch Paša ibn Abdalláh zajistil svému rodu správcovství sandžaků Náblus a Jeruzalém a rod Turabaj dominoval v sandžaku Ladžún. Regionální moc si udrželi po téměř celé 17. století. Představitelé těchto rodů také často získávali čestný titul Amír al-hadždž, tedy průvodce poutníků při pouti do Mekky (hadždž). Tyto rody se postupně přes sňatkovou politiku a diplomatické vazby propletly a de facto spojily do jedné arabské vládnoucí linie v Palestině.

## Palestina v17.století

### Drúzské rebelie
Drúzové, kteří obývali hlavně okolí sopky Džabal ad-Drúz, od které rovněž vykládají svůj původ, v sandžaku Hourán, byli za mamlúcké nadvlády sice vedle alawitů, ismajlitů a dvanáctníků jednou z náboženských skupin, vůči kterým byla, jako odpadlíkům od Sunnitů, hanbalským učněm Íbn Tajmíjou vyhlášena svatá válka, dostávalo se jim však alespoň běžných základních práv.
S příchodem Osmanů se jejich situace velice zhoršila a na časté trestné výpravy byli v průběhu 16. a 17. století nuceni podnikat protiakce v podobě ozbrojených rebelií. Emír Fachr ud-Din II. z dynastie Ma’anů, který byl pro Osmany guvernérem Sidónu a poté Safedu, se již v roce 1606 účastnil povstání, ale byl omilostněn. K moci se vrátil v roce 1618 a v následujících čtyřech letech ovládl značnou část dnešního Libanonu. V listopadu 1623 se udála bitva u Anžaru (dnešní Libanon), kde osmanskou armádu vedl damašský guvernér Mustafa Paša al-Hannaq. Fachr v bitvě zvítězil a zajal Mustafu Pašu. Následně dobyl údolí Bikáa, Tripolis a Latákii. V roce 1633 byl zajat a o dva roky později byl Osmany popraven.
Během své expanze Fachr ud-Din II. napadal ze severu palestinská území. Proti tomu se postavila místní dynastická aliance Ridván-Farrúch-Turabaj, která podplatila beduínské kmeny, aby s nimi táhly proti Ma'anům. Současně získali tichý souhlas osmanské vlády. Takto se udála bitva u řeky Jarkon v blízkosti města Ramla, ve které Fachr prohrál. 

### Návrat k centralizaci vlády

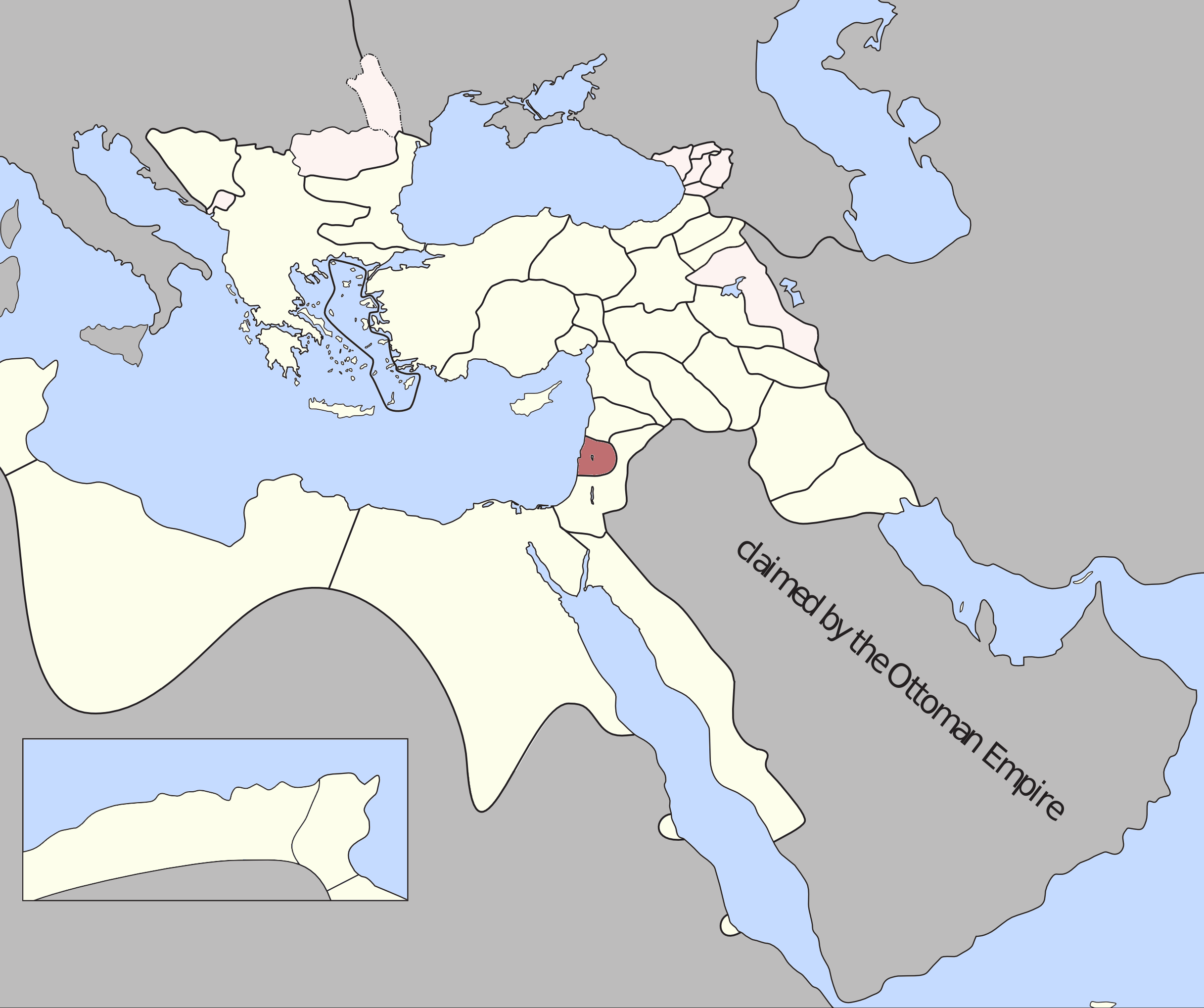
Mapa s vyznačeným Sidónským ejáletem

V polovině 17. století se osmanská vláda pod vlivem velkovezírů z rodu Köprülü snažila o novou centralizaci řízení provincií Osmanské říše. Mezi příčiny patřilo posilování lokálních vládců a jejich rodů a také již několik proběhlých povstání (včetně drúzského). Osmané proto v roce 1660 zřídili Sidónský ejálet, který administrativně odloučil sandžak Safed od zbytku Palestiny, která spadala pod Damašský ejálet. Chtěli tím rozdrobit potenciál moci tamních vládců.
V téže době se osmanská vláda rozhodla potlačit rostoucí vliv dynastické aliance Ridván-Farrúch-Turabaj. V roce 1657 osmanská armáda vstoupila do Palestiny, což oficiálně odůvodnila neschopností guvernéra Gazy Husajna Pašy z rodu Ridván, hospodařit s poplatky za doprovody při poutích do Mekky. V roce 1662 byl Husajn Paša uvězněn a následujícího roku popraven. Jeho smrt byla začátkem rozkladu této dynastické aliance.

## Palestina v18.století

### Jeruzalémské povstání duchovních a vláda Dahera el-Omara

Mapa zachycující expanzi území, kterému vládl Daher el-Omar (k roku 1774)

Rozbitím dynastické aliance Ridván-Farrúch-Turabaj a jejich nahrazením centrálně jmenovanými správci a guvernéry došlo k rozpadu vazeb lokálních vládců s palestinskými elitami. V provinciích získali vliv janičáři (elitní vojsko Osmanské říše složené z nemuslimských obyvatel) a turečtí hodnostáři, kteří tak nepříslušeli k místním obyvatelům. Jejich vláda připomínala koloniální správu. Na nespravedlivé zacházení si u osmanské vlády opakovaně stěžovali místní muslimové, křesťané i židé. Nevhodné chování janičářů na svatých místech islámu (včetně Chrámové hory) pobuřovalo místní ulamá, což postupně vedlo k tzv. povstání Nákib al-ášraf, tedy povstání potomků proroka Mohameda (tj. muslimské duchovní elity). V roce 1703 jeruzalémští islámští duchovní, vedení prominentním rodem al-Husajní, vyhlásili autonomní vládu nad městem. To pak bylo obléháno Osmany. Povstání nakonec v říjnu 1705 padlo a jeho vůdce Muhammad ibn Mustafa al-Husajní al-Wafá'í byl Osmany popraven.
Na začátku 18. století v sandžaku Náblus začaly posilovat místní rody al-Nimr, al-Džarrár a al-Tukan. Tyto rody si rychle vypěstovaly podporu lokálních obyvatel, kterým poskytovaly půjčky, investovaly do lokální ekonomiky a podporovaly lokální produkci.
Mezi lety 1740 a 1775 území Palestiny dominoval Daher el-Omar al-Zajdání a jeho rod. Postupně rebelovali proti místním a regionálním správcům jmenovaným Osmany a přebírali jejich území. Daher el-Omar se takto stal de facto vládcem celé Palestiny (s výjimkou sandžaků Náblus a Jeruzalém). V roce 1775 jeho autonomní vládu potlačila osmanská armáda a el-Omar byl při finálním obléhání Akka zabit. Později se ovšem stal národním hrdinou Palestinců.

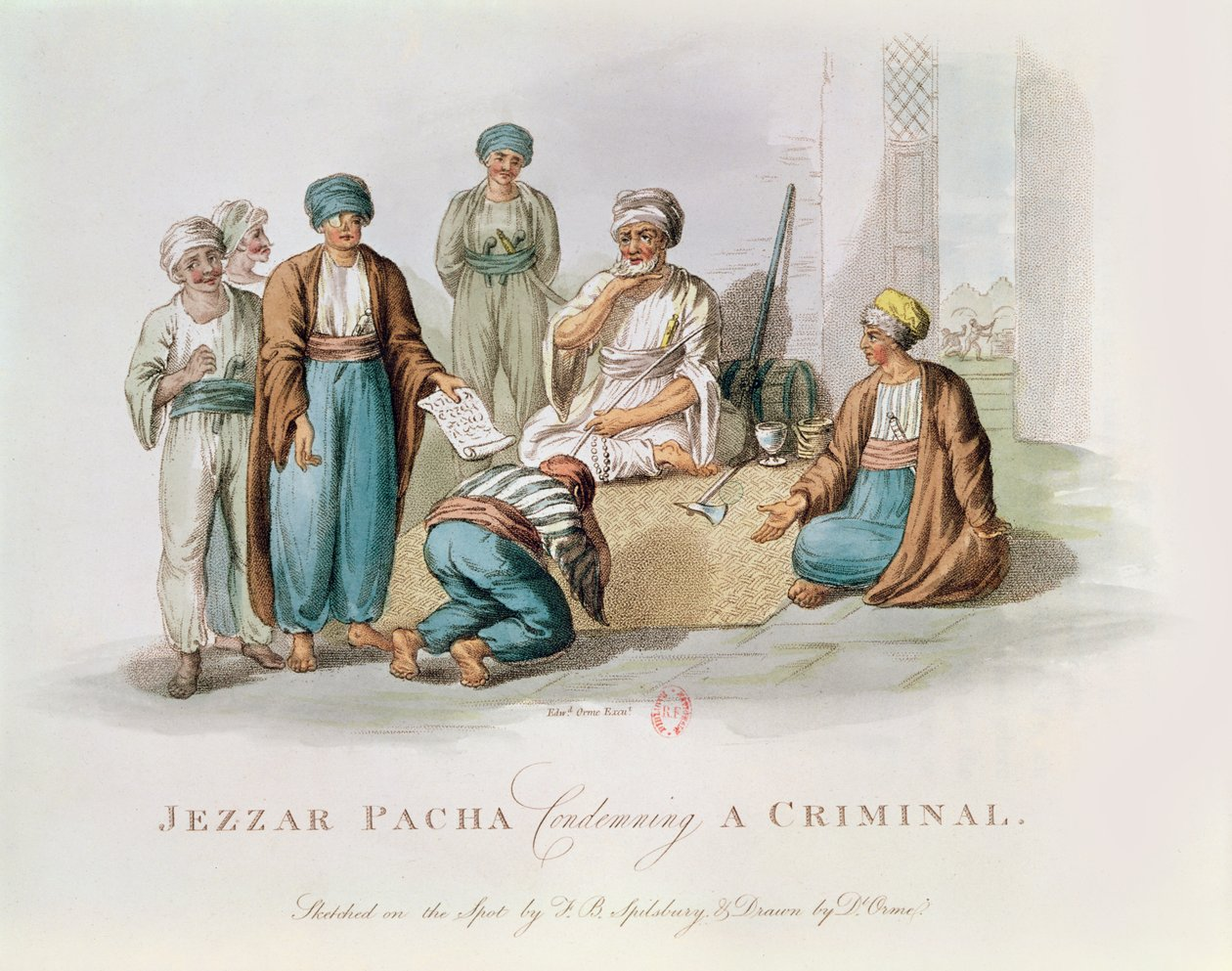
Ilustrace zachycující Džazzára Pašu jak předsedá soudu (nakresleno 1803)

Po něm Osmané svěřili moc loajalistovi Džazzáru Pašovi, který jim dříve pomohl v tažení proti Daherovi el-Omarovi. Džazzár Paša byl produktem osmanské centralizace. Převzal el-Omarův obchod s bavlnou, který vedl z Palestiny do Evropy, a stejně jako el-Omar sídlil v Akku. V osmdesátých letech Džazzár Paša vyhnal z Akka francouzské obchodníky, jelikož docházelo k propadu cen bavlny kvůli produkci na otrokářských plantážích ve Spojených státech amerických. V průběhu své vlády si vytvořil autonomní armádu z mamlúků (tj. otroků) a muslimských žoldnéřů. Proslul také svou krutovládou. V pozdější fázi své vlády se spojil s rodem al-Tukan, proti nimž povstal rod al-Džarrár, který nesouhlasil s osmanskou centralizací. V letech 1790 a 1795 proběhly dvě bitvy, ale rod al-Džarrár obě prohrál.

### Napoleonovo tažení
V únoru 1799, během vojenského tažení Napoleona Bonaparta proti Osmanské říši, která se spojila s Brity, opustilo jeho vojsko Egypt a vstoupilo do Palestiny. Okupoval Gazu a postupoval dále severně podél pobřeží. V březnu čtyři dny obléhal Jaffu, než ji dobyl. Poté zde povraždil tři tisíce osmanských vojáků a zdejších civilistů, kteří se mu vzdali, jelikož neměl prostředky na jejich zajetí. Následně dobyl Haifu a od konce března do května obléhal Akko.
Napoleon poté vyzval místní židy, aby mu pomohli dobýt Jeruzalém. Tuto nabídku učinil, aby si naklonil místního židovského vezíra Chajima Farchiho. Napoleonův vztah k židům byl velmi kladný a v rámci svých tažení podporoval jejich emancipaci (rušil ghetta a například na Maltě je osvobodil z otroctví). Ve Svaté zemi jim také slíbil zřízení domoviny. Proti Napoleonovi se v centrální Palestině postavil rod al-Džarrár a další význačné rody v Náblusu a Dženínu. Někteří z nich ve spolupráci s osmanskou armádou, jiní samostatně. Nicméně Napoleon je v Galileji porazil. Napoleonovi se nakonec nepodařilo Akko dobýt. Armáda Džazzára Pašy a Osmanů, s podporou Britů, ho v květnu 1799 z Palestiny vytlačila zpět do Egypta. Z Gazy se poté stal hlavní tábor Osmanů pro jejich bitvy s Napoleonem v Egyptě. Z Džazzára Pašy byl válečný hrdina. 

## Palestina v19.století

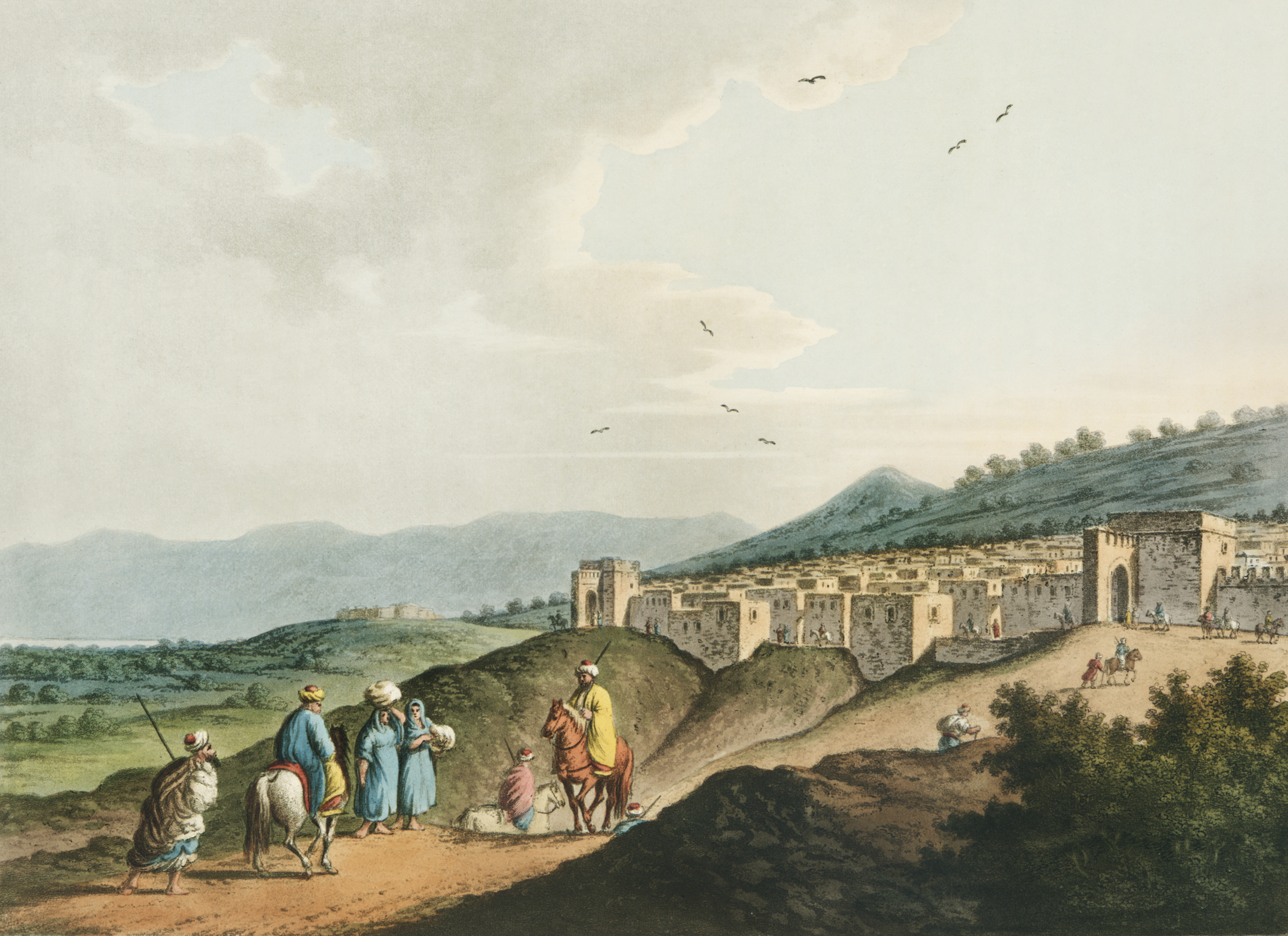
Ilustrace města Betlém z knihy Views in the Ottoman Dominions, in Europe, in Asia, and some of the Mediterranean islands z roku 1810

### Nové období decentralizace a dynastických rodů
Džazzár Paša zemřel v roce 1804. Po něm Osmané svěřili vládu Sulajmánovi Pašovi al-Ádilovi, který se vypracoval z mamlúckého vojáka. Nadále mu radil vezír Chajim Farchi. Sulajmán Paša rozvolnil monopol na obchod s bavlnou, olivovým olejem a obilím, který zavedli jeho předchůdci. Nicméně centralizoval veškerý vývoz z Palestiny do přístavu v Akku. Současně výrazně snížil náklady na armádu a decentralizoval vládu svých podřízených. Mezi lety 1810 a 1812 vedle Sidónského ejáletu dostal do správy také Damašský ejálet, což z něj na krátko udělalo vládce nad celou Palestinou a Sýrií. Po roce 1812 si udržel Sidónský ejálet a podařilo se mu pod něj anektovat sandžaky Latákie, Tripolis a Gaza. Na konci jeho vlády, v roce 1817, vypukla občanská válka v Náblusu mezi rodem al-Tukan a aliancí rodů al-Nimr, al-Džarrár, al-Kásim a Abd al-Hádí. Sulajmán Paša následně v roce 1818 vyjednal mezi rody mír.
Po Sulajmánově smrti v roce 1819 byl novým vládcem Osmany jmenován osmnáctiletý Abdalláh Paša ibn Alí. Toho do funkce prosadil s pomocí úplatků vezír Chajim Farchi. Farchi věřil, že dokáže mladého Abdalláha Pašu ovlivňovat dle svých zájmů. Nicméně ten ho nechal již v roce 1820 zavraždit. Abdalláh Paša poté pokračoval ve spojenectví s libanonským emírem Bašírem Šihábem II. a společně řídili osmanskou Sýrii. Kvůli zabití vlivného Chajima Farchiho se ovšem Abdalláh znelíbil na osmanském dvoře a bylo proti němu připravováno tažení. V ten moment se do konfliktu vložil egyptský válí Muhammad Alí Paša, který trval na vládě Abdalláha Pašy. V roce 1830 byly pod Sidónský ejálet zařazeny také sandžaky Náblus, Jeruzalém a Hebron, čímž Sidónský ejálet zahrnoval celé území Palestiny. Abdalláh Paša vládl do roku 1832. Jeho vládu poznamenalo zhoršení životní úrovně v Palestině v důsledku ztráty významu palestinského obchodu s bavlnou kvůli globální konkurenci.
V téže době se v severní Palestině stával vlivným beduínský vojevůdce Akíl Agha al-Hási, který sestavil vlastní nepravidelnou armádu. Tím znepokojoval místního osmanského správce Akka, který ho zahnal za řeku Jordán. Tam v oblastech dnešního Jordánska hledal spojence, kterého našel v osobě Fendiho bin Abáse bin Avada al-Fájeze, emíra nejmocnějšího jordánského klanu. S takto vlivnou oporou byl vládcem Akka znovu pozván do Palestiny a omilostněn. Následně si Akíl Agha a jeho rod zhruba na jedno století zajistili vlivné postavení v Galileji.

### Egyptské období (1831–1841)

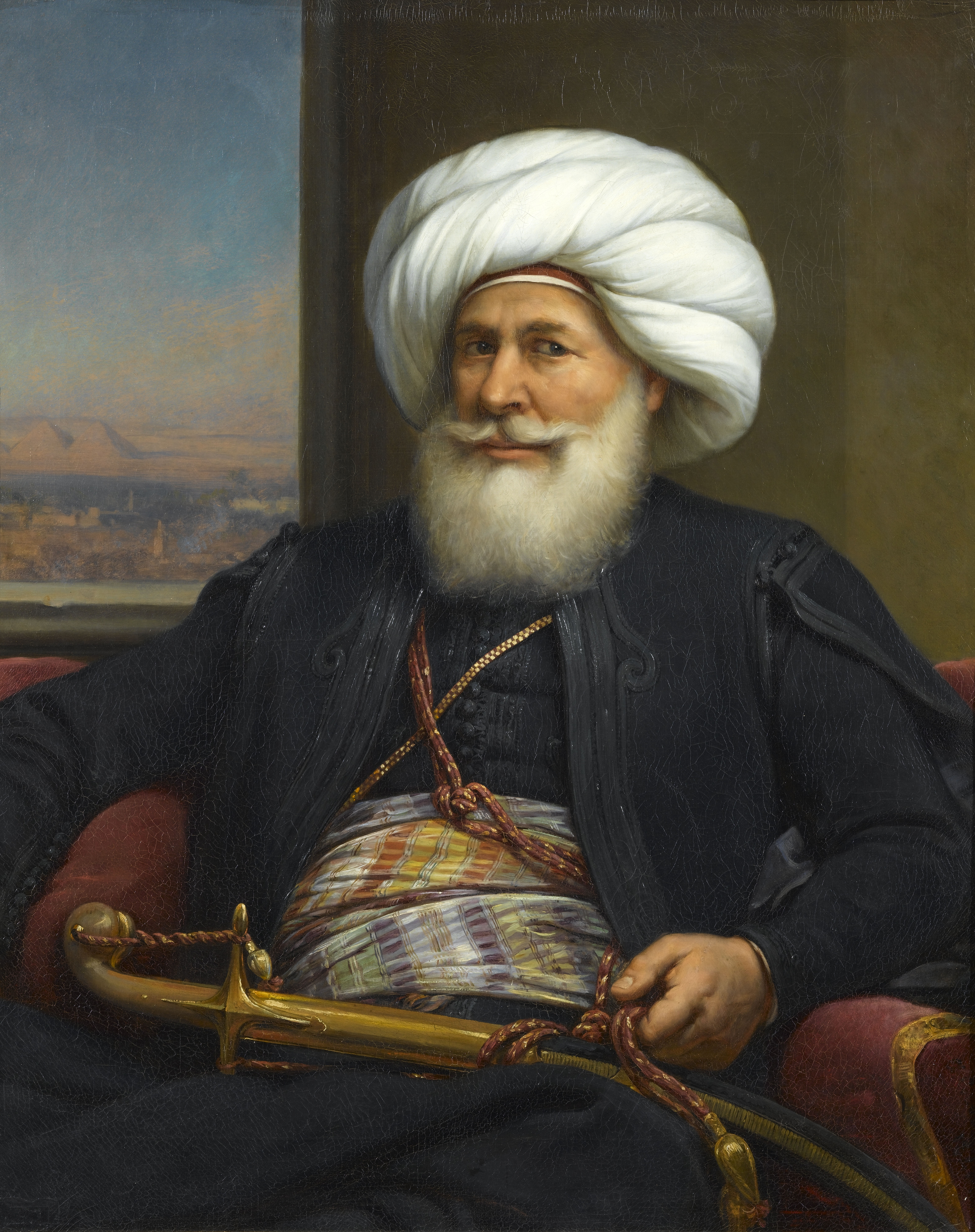
Muhammad Alí Paša, portrét

V roce 1831 egyptský válí Muhammad Alí Paša s modernizovanou armádou vyvolal povstání proti Osmanské říši a zahájil egyptsko-osmanskou válku. Jeho armádě velel jeho syn Ibráhím Paša, který již předtím od Osmanů dobyl Súdán a Hidžáz. Proti jejich invazi do Palestiny se místní obyvatelé a ani vládci nepostavili. Jen Abdalláh Paša ibn Alí odmítl vydat Akko, které bylo následně obléháno a v květnu 1832 dobyto.

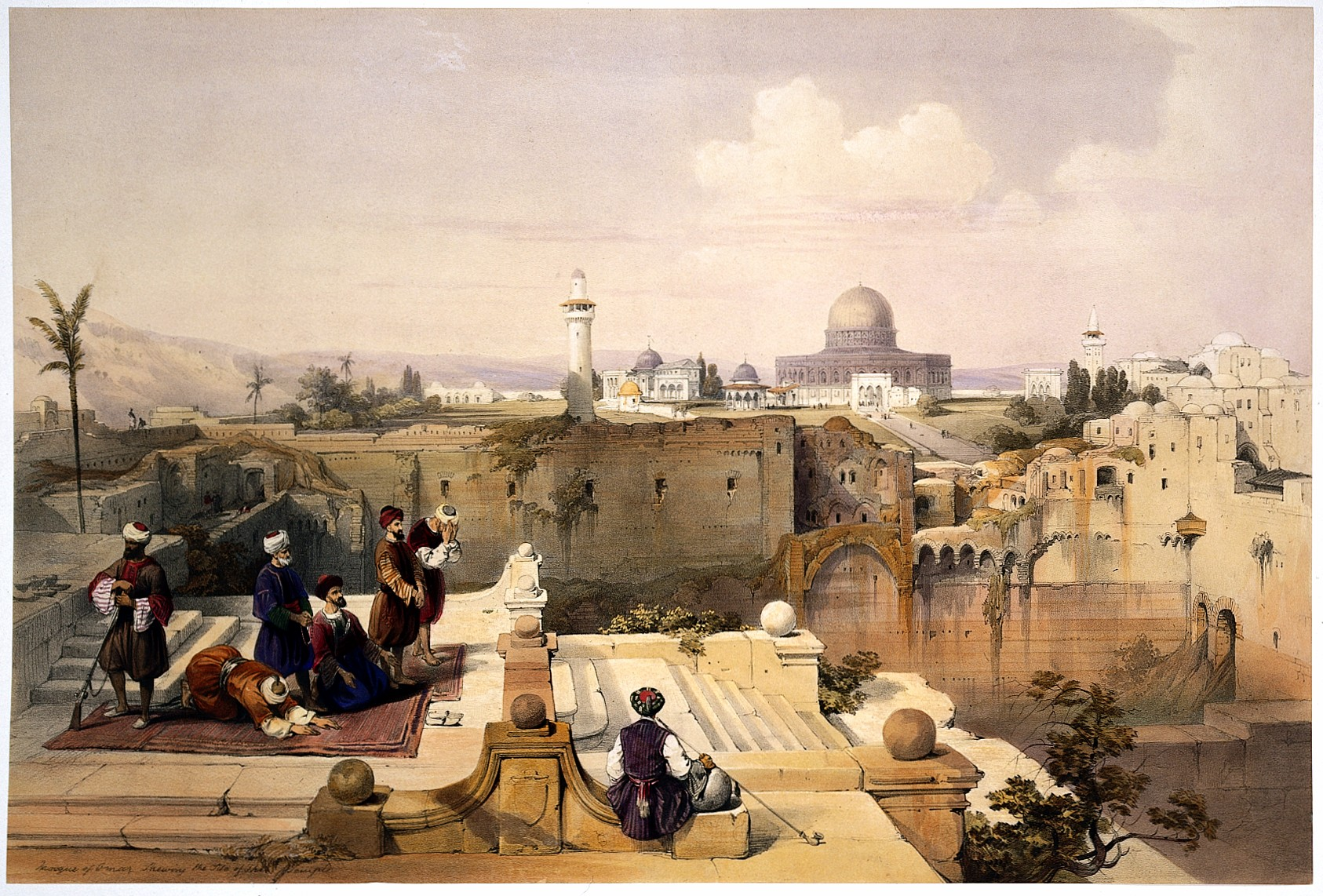
Jeruzalém. Cestopisná ilustrace od Davida Robertse (1839)

Egyptská nadvláda nad Velkou Sýrií přinesla politicko-administrativní změny. Oproti semiautonomní správě, kterou zavedli Osmané, došlo k výrazné centralizaci do jednoho správního centra. Ibráhím Paša nechal ve velkých městech zřídit poradní rady složené z místních elit, které měly sloužit jako regionální správní centra. Současně rozkázal odzbrojit všechny obyvatele, k jejich nevůli, a zbraně tím mohli nově nosit jen vojáci a policisté. Tímto monopolem na legitimní násilí se jeho zřízení již velmi blížilo modernímu pojetí státu. Proti tomuto nařízení se ale zbouřily také beduínské kmeny, jejichž živobytí bylo založeno na přepadávání obchodníků. Odpor palestinských elit, venkovanů a beduínů proti egyptské nadvládě poprvé v moderních dějinách sjednotil všechny obyvatele Palestiny. výsledkem tohoto spojenectví bylo tzv. povstání feláhů z roku 1834. Do června 1834 se povstalci chopili celé Palestiny, čímž přerušili spojení mezi Egyptem a dobytou Sýrií. Následně se do Palestiny vydal sám Muhammad Alí Paša a s vůdci povstalců dojednal v červenci příměří. Během něho ovšem Egypťané zatkli mnoho prominentních lídrů povstání v Jeruzalémě a deportovali je nebo rovnou popravili. V reakci vůdce povstání z Náblusu, Kásim al-Ahmad, příměří vypověděl. Krátce poté egyptské vojsko dobylo Náblus a v srpnu 1834 se odehrála bitva o Hebron. Egypťané zde potlačili poslední ohnisko povstání a zmasakrovali část obyvatel. Kásim al-Ahmad byl zajmut a popraven. Ibráhím Paša poté dokončil plán na odzbrojení obyvatel Palestiny. Místní šejk z Arráby Husajn Abd al-Hádí byl za pomoc Ibráhímovi Pašovi odměněn funkcí válího Sidónu a tím potažmo vládcem Palestiny. Příslušníci jeho rodu získali významné funkce v Jeruzalémě, Jaffě a Náblusu.
Pomoc Osmanské říši nakonec poskytli Britové. Ti vyslali válečné loďstvo k levantským břehům, později zakotvilo v Alexandrii, a na pevnině operovalo britsko-osmanské vojsko. Egyptské vojsko se stáhlo do Egypta a roku 1841 musel Muhammad Alí Paša podepsat mírovou dohodu a kontrola nad oblastí byla Brity předána zpět Osmanům. 

### Reformy tanzimat

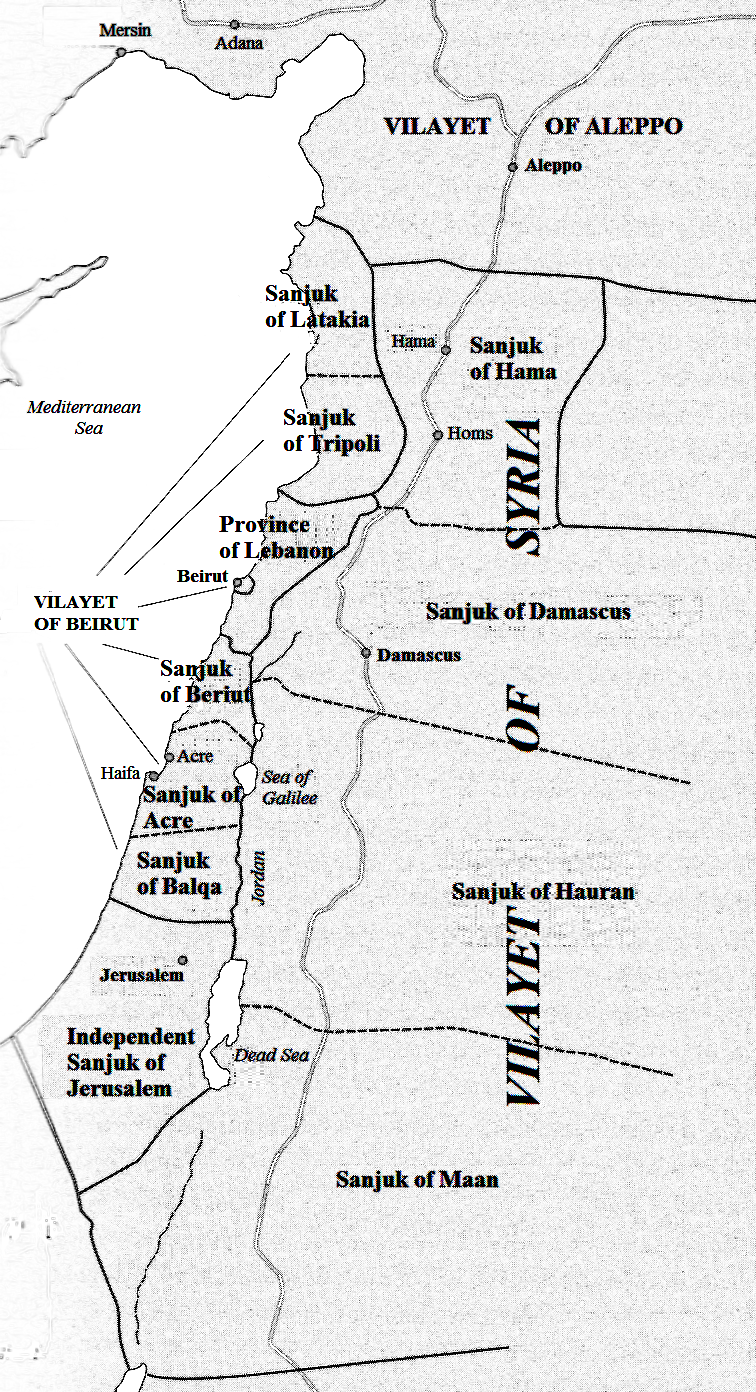
Administrativní členění Osmanské Levanty kolem roku 1887

Pod vlivem závazků spolupráce s evropskými mocnostmi zahájil sultán Abdülmecid I. v roce 1839 sérii reforem známých jako tanzimat. Jejich úkolem bylo reformovat soudnictví, hospodářství, školství a úřední aparát Osmanské říše, tak aby byla říše schopna konkurovat Evropě. Například v roce 1858 byla přijata pozemková reforma, která později měla zásadní dopad na nárokování si půdy v Palestině. Mimo jiné v kontextu národních hnutí a vzniku nacionalismu reformy přinášely i myšlenku osmanismu. Vše bylo završeno v roce 1876, když sultán Abdülhamit II. přijal ústavu a zavázal se respektovat základní lidská práva. V tomto roce začala tzv. první konstituční éra. Nakonec byl v roce 1877 svolán parlament, do něhož byli zvoleni také zástupci arabských provincií Osmanské říše včetně elit z Palestiny.
S příchodem ústavy došlo k jisté decentralizaci státní správy, což mimo jiné umožnilo obchod a příliv osadníků a obchodníků ze zahraničí. S tímto procesem přišly také modernizační proudy. Roku 1839 byl například postaven první větrný mlýn. Došlo k rozvoji poštovních služeb, využití dostavníků, kočárů, povozů, dvoukoláků atd. V oblasti dopravy bylo důležitým mezníkem vybudování silnice z Jaffy do Jeruzaléma v polovině 19. století a v roce 1892 byla na stejné trase otevřena železnice v délce 87 km. V roce 1891 byla na západě Jeruzaléma zrekonstruována nemocnice.
Území Palestiny bylo od sedmdesátých let 19. století až do první světové války rozděleno do tří hlavních administrativních jednotek. Severní část, na sever od linie táhnoucí se od Jaffy k severnímu Jerichu a řeku Jordánu, spadala do vilájetu Bejrút, který tvořili sandžaky Akko, Náblus a Bejrút. Od Jaffy na jih se rozkládal Jeruzalémský mutasarrifát, který byl pod přímou správou Istanbulu. Jižní hranice nebyly zcela jasně vymezeny, byl to zhruba východní Sinaj a severní Negevská poušť. Jižní a střední Negev spolu s částí Sinaje a Arábie patřil k vilájetu Hidžáz.
Jeruzalémský mutasarrifát, který byl zřízen v roce 1872, na necelé dva měsíce po svém vzniku spojil veškeré území Palestiny do jednoho správního celku. Brzy byl ovšem opět rozdělen a následně ho vymezovala města Jeruzalém, Hebron, Jaffa, Gaza a Beer Ševa. Existoval až do roku 1917.

### Židovská imigrace
V letech 1881 až 1903 probíhala tzv. první alija, tedy první imigrační vlna evropských Židů do Palestiny, kterou organizovalo sionistické hnutí. Většina z 25 tisíc Židů v této vlně pocházela z východní Evropy, zejména z carského Ruska, kde byly časté pogromy. Další dva tisíce Židů emigrovalo z Jemenu. Moderní termín „první alija“ je zavádějící, neboť do Palestiny imigrovali Židé již od poloviny 19. století. Již v roce 1891 odeslaly jeruzalémské elity petici do Istanbulu, aby došlo k zastavení židovské imigrace a prodeje půdy evropským Židům.

## Palestina před první světovou válkou
V letech 1904 až 1914 probíhala tzv. druhá alija, ve které do Palestiny emigrovalo téměř 40 tisíc Židů z Ruska a Polska. Masová imigrace Židů dala vzniknout židovsko-arabskému konfliktu.
První světová válka znamenala pro Osmanskou říši definitivní konec v její kontrole nad východním Středomořím. Její rozpad započal již v roce 1908 povstáním mladoturků, které s britskou pomocí prosadilo nový politický systém (tzv. druhá konstituční éra) se zcela novými prvky ve státní správě. Monarchické instituce měly být postupně nahrazeny institucemi konstitučními s novým volebním systémem. Provincie však nechtěly nadále setrvávat v říši a otřásaly jimi lokální rebelie.
Ještě před válkou proběhly konflikty s Itálií (1911), Balkánské války (1912–13) a odtrhly se Kuvajt (1913) a Albánie (1913). Tím že se Turci dali na stranu Ústředních mocností, si zajistili válečnou porážku a vytvořili předpoklad k rozebrání svého území vítěznými mocnostmi. Již za války, v roce 1916, uzavřeli Francouzi a Britové „tajnou“ Sykesovu–Picotovu dohodu, podle níž se měla mimo jiného z většiny Palestiny stát mezinárodní zóna bez přímého vlivu každé ze dvou velmocí, ale s vybudováním sfér vlivu. Britové také slíbili Husajnovi ibn Alímu al-Hášimí, že pokud Arabové povstanou proti Osmanům, dostanou nezávislost. Arabové poté zahájili tzv. arabské povstání. Rok poté však britský ministr zahraničí Arthur Balfour vydal Balfourovu deklaraci, v níž přislíbil Židům založení vlastního státu v Palestině výměnou za finanční podporu ve válce proti Německu a Osmanské říši.
Dne 9. prosince 1917 britsko-egyptská armáda pod velením Edmunda Allenbyho obsadila Jeruzalém a v září 1918 po vítězné bitvě u Megida již okupovala celou Levantu. Turecko kapitulovalo 31. října 1918. Po válce Společnost národů vytvořila z území Osmanské říše mandátní území, které dala do dočasné správy Francii a Spojenému království. Takto v Palestině došlo k ustanovení britské mandátní správy.